# Friedrich Sitzler
Friedrich Georg Sitzler (* 10. August 1881 in Tauberbischofsheim; † 22. Januar 1975 in Stuttgart) war ein deutscher Arbeitsrechtler.

## Werdegang
Sitzler wurde als Sohn des Gymnasialprofessors Jakob Sitzler geboren. Er studierte Rechts- und Wirtschaftswissenschaft an den Universitäten in Straßburg, Berlin, Heidelberg und Freiburg. Während seines Studiums wurde er 1902 Mitglied der Alten Straßburger Burschenschaft Alemannia Hamburg.
Nach der juristischen Staatsprüfung trat er in den Höheren Verwaltungsdienst des Landes Baden ein. Ab 1910 war er zunächst Hilfsarbeiter, ab 1915 ständiger Mitarbeiter im Reichsversicherungsamt. 1917 kam er an das Reichsamt des Innern, dann an das Reichswirtschaftsministerium und das Reichsarbeitsministerium in Berlin, wo er von 1921 bis 1933 als Ministerialdirektor und Leiter der Abteilung für Arbeitsrecht, Arbeitsschutz und Lohnpolitik diente. 1933 wechselte er für kurze Zeit als Divisionschef an das Internationale Arbeitsamt in Genf, bis die Deutschen im Oktober 1933 aus der Organisation austraten. Von 1942 bis 1945 war er als Leiter der Sozialabteilung der Firma Bleyle in Stuttgart tätig. Daneben verfasste er Gutachten für das Arbeitswissenschaftliche Institut der DAF und hielt für sie Kontakte zu älteren Organisationen der Sozialpolitik, die im unternehmerischen Interesse tätig waren und die er von früher kannte.
Im Februar 1947 erhielt er eine Honorarprofessur für Arbeitsrecht an der Universität Heidelberg. Gleichzeitig lehrte er Arbeitsrecht an der Wirtschaftshochschule Mannheim.
1952 bis 1957 war er Vorsitzender einer korporatistischen Gesellschaft für sozialen Fortschritt.
Sitzler ist mit zahlreichen arbeitsrechtlichem und sozialpolitischen Publikationen hervorgetreten. Er war Mitbegründer und langjähriger Herausgeber der Neuen Zeitschrift für Arbeitsrecht (1921–1933), häufiger Mitarbeiter der Zeitschrift Soziale Praxis während der NS-Zeit (1936–1942), und der Abteilung Sozialpraxis im Blattei-Handbuch Rechts- und Wirtschaftspraxis.

## Auszeichnungen
- Dezember 1951: Großes Verdienstkreuz der Bundesrepublik Deutschland (anlässlich seines 70. Geburtstages)[4]
- Ehrendoktor der Universität Mannheim